# Копиапо
Копиапо е град в северната част на Чили, разположен на около 60 km източно от крайбрежния град Калдера. Градът е столица на провинция Копиапо и регион Атакама. Основан е на 8 декември 1744 г.
Копиапо се намира на 800 километра северно от столицата на Чили – град Сантяго де Чиле. Разположен е в едноименната долина, на едноименната река. Поради земеделските дейности и добива на полезните изкопаеми (мед и сребро) в района през последните години, реката е пресъхнала. Копиапо се намира в пустинята Атакама и има много сух климат, като годишното количество на валежите едва достига 12 милиметра. Населението на града през 1903 г. е 9 128 души, през 1907 е 11 617 души, а през 2017 e 150 962 души (по преброяване от април 2017 г.).